# 成阳君
成阳君（?—?），名字不詳，战国人，韓國韓僖王的封君。
成阳君的封地在成阳（城阳，今河南省信陽市東北）主張聯合秦國、魏國。前290年（韓僖王六年），他和東周君一起朝見秦國。以武遂地二百里给秦國。後來后孟嘗君、魏昭王到趙國，獻給趙國相國李兌養地。建議韓國和魏國聽從秦國號令，韓王不從。後來前287年，趙國、楚國、魏國、韓國、齊國五國合縱攻打秦國，成阳君從韓國逃到齊國，最後投奔東周王室。